# Nancy Reagan
Nancy Davis Reagan (ur. jako Anne Frances Robbins 6 lipca 1921 w Nowym Jorku, zm. 6 marca 2016 w Los Angeles) – amerykańska aktorka i pierwsza dama, żona byłego prezydenta USA Ronalda Reagana urzędującego w latach 1981–1989.

## Życiorys
Anne Frances Robbins urodziła się 6 lipca 1921 roku w Nowym Jorku, jako córka sprzedawcy samochodów i aktorki. Jej ojciec opuścił rodzinę zaraz po narodzinach Anne. Nancy została oddana pod opiekę ciotce, mieszkającej w stanie Maryland. W 1929 jej matka, Edith Luckett, poślubiła neurochirurga Loyala Davisa, który zapewnił dostatnie warunki życia swojej pasierbicy. Mieszkali w Chicago, gdzie przyszła pierwsza dama uczęszczała do szkoły Girls Latin School. W 1939 roku zaczęła studia z zakresu dramaturgii na Smith College w Northampton.
Po zakończeniu studiów w 1943 roku, pracowała jako sprzedawczyni, a następnie dostała angaż w teatrze w Detroit. Była w tym czasie związana z Kimem White, jednak związek zakończył się, gdyż Nancy chciała się skupić na aktorstwie. Wkrótce potem pojechała do Nowego Jorku, gdzie poznała Benny’ego Haua, wiceprezydenta Metro-Goldwyn-Mayer. W 1949 wyjechała do Hollywood, gdzie podpisała kontrakt z MGM i wystąpiła w kilku rolach drugoplanowych, jak Shadow on the Wall i Lekarz i dziewczyna. Dwa lata później poznała swojego przyszłego męża, Ronalda Reagana. Wkrótce potem zaczęli się spotykać, a w międzyczasie Nancy dostała główną rolę w The Next Voice You Hear.... W filmie Hellcats of the Navy wystąpiła razem z Reaganem. Po występie w Talk about a Stranger odeszła ze studia MGM. Ronalda Reagana poślubiła 4 marca 1952 roku, a w podróż poślubną nowożeńcy udali się do Phoenix.
Po ślubie zamieszkali w domu Nancy w Westwood, jednak Ronald Reagan zatrzymał swoje mieszkanie w innej części Los Angeles. Jeszcze w 1952 przeprowadzili się do Pacific Palisades. Gdy Reagan został gubernatorem Kalifornii, oboje zamieszkali w Sacramento, lecz nie w oficjalnej rezydencji gubernatorskiej, ale w prywatnym, wynajętym domu. Nancy oprócz prowadzenia domu, wizytowała szpitale i spotykała się z weteranami wojny wietnamskiej. Gdy jej mąż postanowił ubiegać się o prezydenturę, przyszła pierwsza dama postanowiła napisać biografię Reaganów. Wynajęła do tego zadania publicystę Billa Libby’ego. Książka ostatecznie była wielokrotnie cenzurowana przez Nancy – pominięto w niej m.in. informacje o jej życiu osobistym oraz datę urodzin pierwszego dziecka. W czasie kampanii przed wyborami prezydenckimi w 1980, popełniła gafę, która zaowocowała oskarżeniami o uprzedzenia rasowe. Mimo to Ronald Reagan wygrał wybory i został prezydentem.
Jako nowa pierwsza dama, Nancy chciała prezentować styl, podobny do Jacqueline Kennedy i w tym celu zaprosiła do współpracy Letitię Baldrige. Zaraz po wprowadzeniu do Białego Domu, zamierzała go urządzić od nowa. Jak każda pierwsza rodzina, Reaganowie otrzymali 50 tysięcy dolarów na ten cel, jednak dla Nancy ta kwota była niewystarczająca. Przyzwyczajona do luksusu i dostatku, zebrała ponad 800 tysięcy dolarów na renowację siedziby prezydenckiej. W ciągu pierwszego roku pobytu w Białym Domu przeprowadziła renowację pierwszego i drugiego piętra, co niekorzystnie wpłynęło na opinię społeczeństwa o pierwszej damie. Zarzucano jej, że zbyt mało interesuje się problemami ubogich, żyjąc w przepychu. Gdy dowiedziała się o wynikach badań opinii publicznej, wynajęła Landona Parrina, który miał przygotować jej przemówienia i zadbać o lepszy wizerunek. Jej drogie stroje uformowały jednocześnie nowy trend w modzie.
W 1981 roku był członkinią oficjalnej delegacji amerykańskiej, goszczącej na ślubie brytyjskiego następcy tronu, księcia Karola z księżną Dianą. W ramach ocieplenia wizerunku angażowała się w akcji dobroczynne – popularyzację adopcji czy współpracę z weteranami wojny wietnamskiej. Rozpoczęła także program walki z alkoholizmem i narkomanią, zwłaszcza wśród młodzieży. W 1985 zorganizowała nawet międzynarodową konferencję, na którą zaprosiła siedemnaście pierwszych dam z innych krajów.
Według badań Instytutu Gallupa, większość Amerykanów uważała, że Nancy miała duży wpływ na politykę męża. Ona sama częściowo potwierdziła te informacje w 1987 roku. Miała znaczący wpływ na politykę kadrową: po ogłoszeniu wniosków z raportu komisji Towera, powołanej w wyniku afery irańskiej, domagała się zwolnienia szefa personelu Białego Domu, Donalda Regana. Oprócz tego, doprowadziła do dymisji sekretarza stanu Alexandra Haiga, sekretarza zasobów wewnętrznych Jamesa Watta, doradcę ds. bezpieczeństwa narodowego, Richarda Allena i szefową Environmental Protection Agency Anne Burford. Te działania spotkały się ze zdecydowaną krytyką opinii publicznej. Oprócz nadmiernej ingerencji w politykę personalną, pierwszej damie zarzucano kontakty z astrolog, Joan Quingley. Nancy zapewniała, że konsultowała się z Quingley, jednak nie miało to żadnego wpływu na działania prezydenta.
Po zakończeniu kadencji prezydenckiej, Reaganowie zamieszkali w bogatej dzielnicy Los Angeles, Bel Air. W 1989 roku Nancy opublikowała swoje pamiętniki pt. „My Turn”, w których częściowo odpowiadała na krytykę, którą była obarczona, mieszkając w Waszyngtonie. Ponownie zaangażowała się także w walkę z narkomanią i alkoholizmem. W 1990 roku zorganizowała pierwszy, doroczny turniej tenisowy, z którego dochód przeznaczany jest na Fundację im. Nancy Reagan. 27 lipca 2000 – w uznaniu za służbę dla narodu – została uhonorowana Złotym Medalem Kongresu, a w 2001 roku za swoją działalność otrzymała Prezydencki Medal Wolności.
Gdy w 1994 roku Ronald Reagan ogłosił, że cierpi na chorobę Alzheimera, Nancy skupiła się na opiece nad nim. Sytuacja ta doprowadziła także do znacznego polepszenia kontaktów Reaganów z ich dziećmi, z którymi nie byli w najlepszych stosunkach. W 2002 roku Nancy opublikowała korespondencję pomiędzy nią a Ronaldem Reaganem zatytułowaną „Kocham Cię Ronnie. Listy Ronalda Reagana do Nancy Reagan”. Były prezydent zmarł 5 czerwca 2004 roku.
Pierwsza dama miała konserwatywne poglądy – sprzeciwiała się poprawce do Konstytucji mówiącej o równouprawnieniu kobiet, aborcji czy ograniczeniu dostępu do broni. W 1994 roku zmieniła zdanie w sprawie aborcji i ogłosiła, że popiera jej legalizację. Popierała także badanie komórek macierzystych, upatrując w tym nadziei na znalezienie lekarstw na choroby Alzheimera, Parkinsona czy cukrzycy.

### Choroba, śmierć i pogrzeb
Kłopoty ze zdrowiem Nancy Reagan zaczęły być widoczne w 2008. 4 lata później doznała upadku w swoim domu w Bel Air i została przewieziona do Centrum Zdrowia Świętego Jana w Santa Monica w Kalifornii. Lekarze poinformowali, że nie odniosła znaczniejszych obrażeń. Zmarła 6 marca 2016 w swoim domu z powodu niewydolności serca. Dzień później prezydent USA Barack Obama, w związku ze śmiercią byłej pierwszej damy, nakazał opuścić flagi do połowy masztu. Pogrzeb Nancy Reagan odbył się 11 marca 2016, została pochowana na wzgórzu koło Biblioteki Prezydenckiej imienia Ronalda Reagana w Simi Valley. W uroczystościach oprócz najbliżej rodziny wzięła udział m.in. ówczesna pierwsza dama USA Michelle Obama, były prezydent George W. Bush z małżonką Laurą Bush, żony poprzednich prezydentów Rosalynn Carter i Hillary Clinton, były premier Kanady Brian Mulroney i były gubernator Kalifornii Arnold Schwarzenegger, a także Caroline Kennedy, córka prezydenta Johna F. Kennedy’ego oraz dzieci prezydentów Lyndona B. Johnsona, Richarda Nixona oraz Gerarda Forda.

## Życie prywatne
Przed poślubieniem Reagana, Nancy Davis spotykała się z aktorami Robertem Walkerem, Robertem Stackiem, a także ze scenarzystą Leonardem Spigelgassem. Ronalda Reagana poślubiła 4 marca 1952 roku w San Fernando Valley. Mieli dwoje dzieci: córkę Patricię (ur. 22 października 1952) oraz syna Ronalda Prescotta (ur. 20 maja 1958). Pomiędzy rokiem 1952 a 1958 Nancy kilkakrotnie poroniła.